# Lualdi-Tassotti ES 53
Lualdi-Tassotti ES 53 — опытный итальянский вертолёт, созданный Карло Луальди. Отличительной особенностью ES 53 было использование соосной конструкции несущего винта, разработанной американцем Стенли Хиллером и оригинальной схемой гироскопического стабилизатора. Впервые вертолёт поднялся в воздух в сентябре 1953. Вертолёт был оснащён одним двигателем Continental C85 мощностью 63,4 кВт (85 л. с.) и оказался настолько многообещающим, что Lualdi приобрела лицензию на использование на территории Италии соосной схемы несущего винта Хиллера.